# Erythrolamprus viridis
Erythrolamprus viridis är en ormart som beskrevs av Günther 1862. Erythrolamprus viridis ingår i släktet Erythrolamprus och familjen snokar. Inga underarter finns listade i Catalogue of Life.
Arten förekommer i östra Brasilien i delstaterna Alagoas, Bahia, Ceará, Minas Gerais, Paraíba, Pernambuco, Piauí, Rio Grande do Norte och Sergipe. Den lever i landskapen Caatinga och Cerradon. Denna orm har grodor som föda. Individerna blir könsmogna under första levnadsåret och honor lägger per år flera gånger ägg. Vanligen läggs två till sex ägg per tillfälle. Längden från nosen till kloaken går upp till 535 mm.
Landskapsförändringar påverkar beståndet negativt. Uppskattningsvis är hoten inte allvarliga. IUCN kategoriserar arten globalt som livskraftig.